# USS Breton (CVE-23)
Авіаносець «Бретон» (англ. USS Breton (CVE-23)) — ескортний авіаносець США часів Другої світової війни типу «Боуг» (1 група, тип «Attacker»).

## Історія створення
Авіаносець «Бретон» був закладений 25 лютого 1942 року на верфі «Seattle-Tacoma Shipbuilding Corporation». Спущений на воду 27 червня 1942 року, вступив у стрій 12 квітня 1943 року.

## Історія служби
Після вступу у стрій протягом 1943-1945 років авіаносець «Бретон» використовувався як авіатранспорт для перевезення літаків зі США на острови Тихого океану.
За участь у бойових діях під час Другої світової війни авіаносець «Бретон» був нагороджений двома Бойовими зірками.
30 серпня 1946 року авіаносець був виведений в резерв. 12 червня 1955 року він був перекласифікований в ескортний вертольотоносець CVHE-23.
1 липня 1958 року корабель був знову уведений у стрій як допоміжний авіаносець CVU-23. 7 травня 1959 року перекласифікований в авіатранспорт AKV-42. Укомплектований цивільним екіпажем,корабель здійснював перевезення літаків, вертольотів та інших матеріалів у Південно-Східну Азію.
6 серпня 1971 року «Бретон» був виведений зі складу флоту і незабаром проданий на злам.